# Torneio Internacional Cidade de São Paulo de 2011
O Torneio Internacional Cidade de São Paulo de Futebol Feminino de 2011 foi a terceira edição da competição de seleções nacionais de futebol feminino. Foi organizado pela Federação Paulista de Futebol (FPF).
Contou com as seleções do Brasil, Chile, Dinamarca e Itália e foi disputado entre 8 e 18 de dezembro.
O Brasil conquistou o título ao derrotar a Dinamarca por 2 a 1 na partida final. Foi o segundo título da Seleção Brasileira em três edições do Torneio Internacional.

## Regulamento
Na primeira fase, as equipes jogaram entre si, dentro do grupo em turno único, classificando-se para a próxima fase as duas equipes com o maior número de pontos ganhos no respectivo grupo.
Na fase final, a primeira e a segunda colocada do grupo 1 jogaram uma partida única, sagrando-se campeã a equipe com o maior número de pontos ganhos, considerando-se os resultados obtidos exclusivamente nesta fase.
A terceira e a quarta colocadas do grupo jogaram em partida única, sagrando-se terceira colocada do torneio a equipe com o maior número de pontos ganhos, considerando-se os resultados obtidos exclusivamente nesta fase.

### Critérios de desempate
Em caso de igualdade em pontos ganhos entre duas equipes, poderiam ser aplicados sucessivamente os seguintes critérios técnicos de desempate:
1. Maior número de vitórias
2. Maior saldo de gols
3. Maior número de gols marcados
4. Menor número de cartões vermelhos
5. Menor número de cartões amarelos
6. Sorteio público

## Equipes participantes
| Equipe    | Confederação | Títulos  |
| --------- | ------------ | -------- |
| Brasil    | CONMEBOL     | 1 (2009) |
| Chile     | CONMEBOL     | —        |
| Dinamarca | UEFA         | —        |
| Itália    | UEFA         | —        |

## Primeira fase
| Pos. | Time      | Pts | J | V | E | D | GP | GC | SG  |
| ---- | --------- | --- | - | - | - | - | -- | -- | --- |
| 1    | Dinamarca | 7   | 3 | 2 | 1 | 0 | 7  | 2  | +5  |
| 2    | Brasil    | 6   | 3 | 2 | 0 | 1 | 9  | 2  | +7  |
| 3    | Itália    | 4   | 3 | 1 | 1 | 1 | 9  | 7  | +2  |
| 4    | Chile     | 0   | 3 | 0 | 0 | 3 | 0  | 14 | -14 |

### Rodada 1
| 8 de dezembro | Dinamarca                                                    | 4 – 0  | Chile | Estádio do Pacaembu, São Paulo |
| 18:45         | K. Pedersen 62' · Nielsen 79' · S. Pedersen 86' · Harder 87' | Súmula |       | Árbitro: SP Edilar Ferreira    |

| 8 de dezembro | Brasil                                                        | 5 – 1  | Itália   | Estádio do Pacaembu, São Paulo |
| 21:15         | Érika 19' · Ester 61' · Cristiane 68' · Marta 89' · Aline 90' | Súmula | Tona 18' | Árbitro: SP Regildenia Moura   |

### Rodada 2
| 11 de dezembro | Itália                           | 2 – 2  | Dinamarca                     | Estádio do Pacaembu, São Paulo |
| 14:30          | Parisi 5' (pen) · Gabbiadini 81' | Súmula | Hansen 49' (pen) · Harder 89' | Árbitro: SP Fernanda de Souza  |

| 11 de dezembro | Brasil                                                  | 4 – 0  | Chile | Estádio do Pacaembu, São Paulo |
| 17:00          | Érika 13' · Rosana 21' · Thaís Guedes 26' · Fabiana 55' | Súmula |       | Árbitro: SP Katiucia Lima      |

### Rodada 3
| 15 de dezembro | Chile | 0 – 6  | Itália                                                                   | Estádio do Pacaembu, São Paulo |
| 18:45          |       | Súmula | Parisi · Gabbiadini · Sabatino · Parisi 57' · Boni 85' · Camporese 89' · |                                |

| 15 de dezembro | Brasil | 0 – 1  | Dinamarca     | Estádio do Pacaembu, São Paulo |
| 21:15          |        | Súmula | Nielsen 32' · |                                |

## Segunda fase

### Disputa do terceiro lugar
| 18 de dezembro | Chile                      | 2 – 3 | Itália                                    | Estádio do Pacaembu, São Paulo |
|                | Mardones 42' · Araya 51' · |       | Conti 36' · Domenichetti 53' · Boni 57' · |                                |

### Final
| 18 de dezembro | Brasil         | 2 – 1 | Dinamarca  | Estádio do Pacaembu, São Paulo |
|                | Érika 64', 74' |       | Harder 54' |                                |

## Premiação
| Torneio Internacional Cidade de São Paulo de Futebol Feminino de 2011 |
| Brasil                                                                |
| --------------------------------------------------------------------- |
| BRASIL Campeã (2º título)                                             |

## Artilharia
| 4 gols (1) - BRA Érika 3 gols (2) - DEN Pernille Harder - ITA Alice Parisi 2 gols (3) - DEN Sanne Troelsgaard Nielsen - ITA Melania Gabbiadini - ITA Valentina Boni | 1 gol (17) - BRA Aline - BRA Cristiane - BRA Ester - BRA Fabiana - BRA Marta - BRA Rosana - BRA Thaís Guedes - CHI Fernanda Araya - CHI Maria Mardones | 1 gol (continuação) - DEN Kristine Pedersen - DEN Line Roddik Hansen - DEN Sofie Jungen Pedersen - ITA Daniela Sabatino - ITA Elisa Camporese - ITA Elisabetta Tona - ITA Giulia Domenichetti - ITA Pamela Conti |